# 1 złoty wzór 1986
1 złoty wzór 1986 – moneta jednozłotowa, wprowadzona do obiegu jako kontynuacja monety jednozłotowej wzór 1957, na podstawie zarządzenia z 11 czerwca 1957 roku (M.P. z 1957 r. nr 51, poz. 324), wycofana z obiegu z dniem denominacji z 1 stycznia 1995 roku, rozporządzeniem prezesa Narodowego Banku Polskiego z dnia 18 listopada 1994 (M.P. z 1994 r. nr 61, poz. 541).
Złotówkę wzoru 1986 bito w latach 1986–1988.

## Awers
W centralnym punkcie umieszczono godło – orła bez korony, poniżej rok bicia, dookoła napis „POLSKA RZECZPOSPOLITA LUDOWA”, a pod łapą orła dodano znak mennicy w Warszawie.

## Rewers
Na tej stronie monety znajdują się cyfrę „1”, poniżej napis „ZŁ” dookoła gałązka laurowa przepasana pośrodku wstążką.

## Nakład
Mennica Państwowa w Warszawie biła monetę w alupolonie na krążku o średnicy 25 mm, masie 2,2 grama, z rantem ząbkowanym. Projektantami byli:
- Stanisława Wątróbska-Frindt (awers) oraz
- Josef Koreň i Anton Hám (rewers).

Nakłady monety w poszczególnych latach przedstawiały się następująco:
| Rocznik      | Znak mennicy | Nakład (sztuk) | Uwagi                                                           |
| ------------ | ------------ | -------------- | --------------------------------------------------------------- |
| 1 złoty 1986 | MW           | 130 697 000    | istnieją monety wybite stemplem lustrzanym1 (nakład 5000 sztuk) |
| 1 złoty 1987 | MW           | 100 081 069    | istnieją monety wybite stemplem lustrzanym (nakład 5000 sztuk)  |
| 1 złoty 1988 | MW           | 96 400 000     | istnieją monety wybite stemplem lustrzanym (nakład 5000 sztuk)  |

gdzie: 1 – bicia stemplem lustrzanym wykonano w Mennicy Państwowej na początku lat 90. XX w. w ramach emisji zestawów rocznikowych monet PRL z lat 1979, 1980, 1981, 1982, 1986, 1987, 1988, 1989, 1990

## Opis
Rewers i średnica złotówki wzór 1984 były identyczne z tymi dla złotówek wzór 1957 oraz 1949. W stosunku do monety 1 złoty wzór 1957 zmianie uległ jedynie awers.
Moneta została zastąpiona złotówką wzór 1989, której ikonografia awersu i rewersu pozostała bez zmian, natomiast redukcji uległy średnica i masa.

## Wersje próbne
Istnieje wersja tej monety należąca do serii próbnej w niklu (1986) z wypukłym napisem „PRÓBA”, wybita w nakładzie 500 sztuk. Katalogi informują również o istnieniu wersji próbnych technologicznych w miedzioniklu, w latach 1983–1984 i w 1987 roku, z wypukłym napisem „PRÓBA” oraz bez napisu „PRÓBA” w miedzioniklu (w latach 1983 i 1985) o nieznanych nakładach.